# Ван Стокум, Виллем
Виллем Якоб ван Стокум (нидерл. Willem Jacob van Stockum, 20 ноября 1910 или 30 ноября 1910, Хаттем, Гелдерланд — 10 июня 1944, Лаваль или Лаваль, Квебек) — нидерландский физик и математик, известный своим вкладом в раннее развитие общей теории относительности.
Его отец был талантливым механиком, состоявшим на службе в Королевских военно-морских силах Нидерландов. После того как семья перебралась в Ирландию, Виллем Якоб закончил Тринити-колледж в Дублине с золотой медалью. Магистерскую степень он получил в Университете Торонто, а PhD — в Университете Эдинбурга.
В середине 1930-х годов он стал одним из энтузиастов новой теории гравитации — общей теории относительности. В 1937 году он опубликовал работу, в которой представил своё первое точное решение уравнений Эйнштейна. Оно моделирует гравитационное поле, создаваемое вращающейся пылью. Это решение до сегодняшнего дня остаётся одним из самых простых; кроме того, оно впервые в физике допускает возможность существования замкнутых времениподобных линий.
Затем ван Стокум переезжает в США в надежде учиться у Альберта Эйнштейна и в начале 1939 года начинает работать у профессора Освальда Веблена в Институте перспективных исследований. Начало Второй мировой войны застаёт его за преподавательской деятельностью. Стремясь вступить в борьбу против Гитлера, он вербуется в канадскую армию и в июне 1942 года становится пилотом бомбардировщика. Несмотря на его желание участвовать в боевых действиях, армейское командование использует его в качестве тест-пилота. В конце концов он добивается перевода в Королевские ВВС Нидерландов (в изгнании) и с 6 июня 1944 года активно участвует в авианалётах, сопровождавших Нормандскую операцию союзников против Германии. 10 июня во время шестого боевого вылета его «Галифакс» был сбит зениткой около французского города Лаваля и все семь членов экипажа погибли.